# Haplinis subclathrata
Haplinis subclathrata là một loài nhện trong họ Linyphiidae.
Loài này thuộc chi Haplinis. Haplinis subclathrata được Eugène Simon miêu tả năm 1894.